# 킥 복서 (영화)
《킥 복서》(영어: Kickboxer)는 1989년 개봉한 미국 영화이다.

## 줄거리
커트는 헤비급 킥복싱 세계 챔피언 에릭 슬론의 동생이자 코너맨이다. 또 한 번의 성공적인 타이틀 방어 후, 에릭은 자신의 유산을 더욱 확고히 하기 위해 킥복싱이 시작된 태국에서 경쟁하도록 언론에 유혹된다. 그 결과, 에릭과 커트는 태국 최고의 무패 파이터인 통 포와 싸우기 위해 방콕으로 간다. 에릭은 극도로 자신감이 넘치지만, 커트는 통 포가 싸움 준비를 위해 콘크리트 기둥을 발로 차는 것을 목격한 후 불안해한다. 그는 에릭에게 싸우지 말라고 간청하지만, 에릭은 어떤 우려도 일축한다.
에릭은 커트가 수건을 던져 기권할 때까지 심하게 맞지만, 통 포는 수건을 링 밖으로 걷어차고 공격을 계속한다. 그는 에릭의 등을 잔인하게 가격하여 움직이지 못하게 한다. 커트는 들것에 실린 동생과 함께 떠나지만, 경기 관계자들은 그들을 길거리에 버려둔다. 은퇴한 미국 육군 특전부대 병사인 윈스턴 테일러는 그들을 병원으로 데려다주는 것을 돕겠다고 동의한다. 통 포의 잔인한 공격으로 인해 에릭은 허리 아래로 마비되어 다시는 걸을 수 없게 된다.
분노한 커트는 형의 복수를 맹세한다. 그는 무에타이를 가르쳐 줄 트레이너를 찾아다니지만, 현지 파이터들에게 조롱당하고 체육관에서 쫓겨난다. 결국, 테일러는 그에게 유명한 무에타이 크루인 시안 차우에 대해 이야기한다. 처음에는 내키지 않아 했지만, 커트가 폭력 조직의 고위 인사이자 통 포의 매니저인 프레디 리가 보낸 깡패들이 시안의 조카 마일리의 돈을 훔치는 것을 막은 후 시안은 커트를 훈련시키기로 동의한다. 시안은 프레디 리를 설득하여 커트와 다른 파이터의 예선전을 주선한다. 커트는 승리하고 통 포와의 경기를 얻는다. 그들은 "고대의 방식"으로 싸우기로 결정된다. 두 파이터는 삼베 밧줄로 손을 감고, 그 다음 수지로 코팅하고, 깨진 유리 조각을 박아 치명적인 무기로 만든다.
프레디 리는 경기를 조작하기로 하고, 통 포에게 베팅하기 위해 태국 범죄 조직 보스 타오 리우에게서 100만 달러를 빌린다. 경기 전에 마일리는 통 포에게 구타당하고 강간당하며, 에릭은 납치되어 프레디 리가 커트에게 경기를 지도록 협박한다. 마일리는 테일러에게 에릭을 찾아달라고 간청하지만, 그는 프레디 리와 맞서는 것을 꺼린다.
형의 목숨을 구하기 위해 커트는 프레디 리에게 통 포와 거리를 유지하다가 경기를 지라고 지시받는다. 통 포가 커트를 공격하는 동안, 시안과 테일러는 에릭의 위치를 찾아 그를 구출한다. 마지막 라운드 전에 에릭은 시안과 테일러와 함께 도착한다. 이제 에릭이 위험에서 벗어나고, 마일리의 강간에 대한 통 포의 조롱에 분노한 커트는 통 포를 물리친다.

## 출연
- 장 끌로드 반담 - 커트
- 데니스 알렉시오 - 에릭
- 진국신 - 시안
- 해스켈 V. 앤더슨 3세 - 테일러
- 로첼 아샤나 - 마일리

## 한국판 성우진(SBS)
- 엄주환 - 커트(장 끌로드 반담)
- 윤기황 - 에릭(데니스 알렉시오)
- 김규식 - 시안(진국신)
- 설영범 - 테일러(해스켈 V. 앤더슨 3세)
- 유명숙 - 마일리(로첼 아샤나)
- 박태호 - 프래디(이가정)
- 곽대홍 - 통포(미셀 퀴시)
- 이근욱 - 태국인(김표)
- 도용구 - 태국인의 부하(유관위)
- 박상훈 - 아나운서(딘 해링턴) / 기자
- 홍승섭 - 아나운서(브래드 커너) / 기자(마크 디살) / 의사